# フォッカー F.XXXVI
フォッカー F.XXXVI
- 用途：旅客機
- 製造者：フォッカー
- 運用者：KLMオランダ航空、スコティッシュ航空
- 初飛行：1934年6月22日
- 生産数：1機
- 退役：1940年

フォッカー F.XXXVI（Fokker F.XXXVI、F.36）は、1930年代にオランダのフォッカー社で設計、製造された32人乗りの4発旅客機である。本機は同社製で最大の旅客機である。

## 開発
1934年6月22日に初飛行を行った登録記号PH-AJAのフォッカー F.XXXVIは、尾輪式降着装置を備える片持ち式高翼単葉機であった。フォッカー社の伝統に則り主翼は全木製、胴体は鋼管に羽布張りであった。4基のライト サイクロン 星型エンジンを主翼前縁に搭載し、4名の乗員とキャビンに4座8列32名の乗客を搭乗させた。フォッカー社の技術者は離陸後は乗客が普通の音量で会話ができるようにキャビンの防音には多大な努力を払った。本機はKLMオランダ航空に納入されると1935年3月からヨーロッパ航路に就航した。ペイロードは十分であったが、ダグラス DC-2やDC-3と比較してかなり短い航続距離と構造的欠点（全金属製航空機が整備性に勝ることは明らかになった）により僅か1機が製造されただけであった。KLMはこの機体を乗員と航法の練習機としてスコティッシュ航空へ売却した。スコティッシュ航空はイギリス空軍のために第12初等飛行学校（No.12 Elementary Flying Training School）を運営していた。本機は離陸時の事故で損傷した後、1940年に廃棄処分にされた。
イギリスのエアスピード社は、イギリス国内で「エアスピード AS.20」として販売するために本機のライセンス生産権を入手したが、1機の注文も無かった。

## 運用

### 民間運用
オランダ
- KLMオランダ航空

 イギリス
- スコティッシュ航空

### 軍事運用
イギリス
- イギリス空軍（スコティッシュ航空による運用）

## 要目
出典: Jackson p. 373 and de Leeuw p.102
諸元
- 乗員: 4
- 定員: 32
- 全長: 24.0 m （78 ft 8 in）
- 全高: 8.3 m （27 ft 3 in）
- 翼幅: 33.0 m（108 ft 2 in）
- 翼面積: 172 m2 （1,850 ft2）
- 空虚重量: 10,300 kg （22,700 lb）
- 運用時重量: 16,500 kg （36,366 lb）
- 有効搭載量: kg （lb）
- 最大離陸重量: kg （lb）
- 動力: ライト サイクロン SGR-1820-F2 空冷 星型エンジン、560 kW （750 hp）   × 4

性能
- 超過禁止速度: km/h （kt）
- 最大速度: km/h （kn） mph
- 巡航速度: 280 km/h （kn） 165 mph
- 失速速度: km/h （kn） mph
- フェリー飛行時航続距離: km （海里）
- 航続距離: 600 km （nmi） 960 miles
- 実用上昇限度: m （ft）
- 上昇率: m/s （ft/min）
- 離陸滑走距離: m （ft）
- 着陸滑走距離: m （ft）
- 馬力荷重（プロペラ）: kW/kg （lb/hp）